# The Last Performance
The Last Performance är en svensk dokumentärkortfilm, som handlar om Judy Garlands sista turné i bland annat Stockholm, Malmö och Köpenhamn. Filmen spelades in i mars 1969. Garland gav ett förvirrat och drogat intryck och hon begick självmord några månader senare.